# Viktoria Nossenko
Pour les articles homonymes, voir Nossenko.
 (janvier 2020).
Victoria Pavlovna Nossenko (en russe : Виктория Павловна Носенко), née le 4 octobre 1994 à Krasnodar, est une joueuse de football russe évoluant au poste de gardienne de but avec le Lokomotiv Moscou et la sélection russe.

## Biographie

### En club
Nossenko est formée au club de Koubanotchka, sous la houlette des entraîneurs Tatiana Zaitseva et Natalia Dygay. Elle obtient la médaille d'argent lors des Jeux olympiques russes, et remporte le championnat de Russie de cette tranche d'âge. 
Au niveau adulte, elle joue son premier match en championnat de Russie le 11 octobre 2011, contre le Mordovotchka (0-1), mais elle ne joue aucun match avec l'équipe première du club pendant les deux années suivantes. Elle redevient titulaire du Koubanotchka en 2014, après avoir disputé 13 matchs en championnat cette saison. En six saisons, Nossenko dispute 27 matchs en Premier League. Nossenko atteint par trois fois la finale de la Coupe de Russie (2014, 2015, 2016). En 2017, elle perd sa place dans l'équipe première, et quitte alors le club. 
À partir de 2018, elle joue pour le Lokomotiv Moscou, qui termine à la seconde place du championnat de Russie en 2019.

### En équipe nationale
Elle joue avec les équipes des moins de 17 ans et des moins de 19 ans de la Russie. Elle participe notamment à la phase finale du championnat d'Europe des moins de 17 ans 2011. 
Elle fait ses débuts au sein de l'équipe nationale russe le 11 novembre 2019, lors d'un match contre la Suède, remplaçant Tatiana Chtcherbak pendant la mi-temps.